# Vladimír Železný
Vladimír Železný (ur. 3 marca 1945 w Kujbyszewie) – czeski przedsiębiorca, dziennikarz, założyciel prywatnej stacji telewizyjnej TV Nova. Były senator Republiki Czeskiej, od 2004 do 2009 deputowany do Parlamentu Europejskiego VI kadencji. Określany mianem „czeskiego Ruperta Murdocha”.

## Życiorys

### Działalność do 1989
Urodził się na terenie ZSRR. Jego ojciec był żołnierzem armii czechosłowackiej, walczącej u boku Armii Czerwonej. W 1948 rodzina osiedliła się w Czechosłowacji.
Vladimír Železný w 1963 ukończył szkołę gimnazjalną, po czym podjął pracę jako asystent w państwowej telewizji ČST. Rok później rozpoczął studia z zakresu socjologii i dziennikarstwa na Wydziale Nauk Społecznych Uniwersytetu Karola w Pradze. Publikował w pismach studenckich, został wkrótce redaktorem telewizyjnym. W okresie interwencji wojsk Układu Warszawskiego w 1968 na żywo, jako reporter opowiadający się za reformami Praskiej Wiosny, relacjonował przejazd radzieckich czołgów przez Pragę, protestując w ten sposób przeciwko interwencji.
Przez pewien czas przebywał następnie w Wielkiej Brytanii, jednak w 1969 powrócił do Czechosłowacji, gdzie ukończył studia. W 1970 został zwolniony z telewizji, zatrudnił się w branżowym czasopiśmie „Technický magazín”. Pod pseudonimem „Vladimír Silný” opracowywał scenariusze programów telewizyjnych, a jako „Jakub Stein” pisywał do wydawnictw drugiego obiegu.

### Działalność po aksamitnej rewolucji
W 1990 Vladimír Železný został rzecznikiem antykomunistycznego Forum Obywatelskiego, później krótko pełnił funkcję doradcy i rzecznika czeskiego rządu, na czele którego stał Petr Pithart.
W 1993 wraz z grupą pięciu intelektualistów ubiegał się o licencję dla prywatnej stacji telewizyjnej, która według jego zapowiedzi miała prezentować muzykę poważną, programy kulturalne i publicystykę poświęconą aktualnym wydarzeniom. Celem sfinansowania tej inwestycji wszedł w spółkę z amerykańską firmą Central European Media Enterprises (CME), kierowaną przez biznesmena i miliardera Ronalda Laudera. Kiedy koncesja została przyznana, wkrótce Vladimír Železný pozbył się czeskich wspólników, a w 1994 został dyrektorem generalnym TV Nova – pierwszej krajowej komercyjnej telewizji. Stacja ta, wbrew pierwotnym zapowiedziom, zaczęła nadawać głównie południowoamerykańskie opery mydlane, a także programy kryminalne i reportaże z wypadków drogowych. Swoim widzom proponowała również prognozę pogody, prowadzoną przez młode, skąpo odziane bądź nagie prezenterki.
W 1999 po wygaśnięciu licencji Vladimír Železný doprowadził do zerwania przez swoją firmę CET21 porozumienia z inwestorem z CME. Ujawnił też, że pozwolenie zostało wówczas wystawione nie na joint venture „Nova” (w której swoje udziały dwa lata wcześniej odsprzedał właśnie amerykańskim partnerom), a na kontrolowany przez siebie holding. Tym samym Vladimír Železný zdobył pełną kontrolę nad stale zyskującą na popularności TV Nova, a wspólne przedsiębiorstwo z CME okazało się bezwartościowe. Firma Ronalda Laudera pozwała wówczas go, a także pozwała czeski rząd przed międzynarodowy trybunał arbitrażowy w Sztokholmie. W 2003 nakazano Republice Czeskiej wypłacenie CME odszkodowania w kwocie ponad 350 milionów dolarów za nieprzestrzeganie umowy o wzajemnej ochronie inwestycji. W tym samym roku rada nadzorcza stacji pozbawiła Vladimír Železnego stanowiska dyrektora generalnego, zaś w 2004 firma CME odzyskała kontrolę nad TV Nova.
Jeszcze w 2001 Vladimírowi Železnemu po uprzednim zatrzymaniu przedstawiono zarzuty oszustw podatkowych i działań na szkodę wierzycieli. W 2002 z powodzeniem wystartował do Senatu z okręgu Znojmo, uzyskując tym samym immunitet parlamentarny, który został mu jednak uchylony w wyniku przeprowadzonego w 2003 w izbie wyższej głosowania.
W wyborach do Parlamentu Europejskiego w 2004 Vladimír Železný kandydował z wystawionej przez siebie listy wyborczej Niezależni, uzyskując mandat deputowanego VI kadencji. W PE przystąpił do eurosceptycznej grupy Niepodległość i Demokracja, a także do Komisji Rozwoju Regionalnego. W 2005 stanął na czele nowego ugrupowania pod nazwą Niezależni Demokraci, w tym samym roku również Europarlament zdecydował o uchyleniu jego immunitetu. W 2007 w pierwszej instancji, a prawomocnie w 2010 został skazany za przestępstwa podatkowe związane z importem obrazów w 1998. Wymierzono mu karę dwóch lat pozbawienia wolności z warunkowym zawieszeniem jej wykonania oraz karę grzywny w wymiarze 250 tysięcy euro.
W 2009 Vladimír Železný brał udział w organizowaniu czeskiego oddziału prawicowego i eurosceptycznego ruchu Libertas. W wyborach europejskich w tym samym roku bez powodzenia ubiegał się o reelekcję z listy Libertas.cz. W późniejszych latach związał się z ugrupowaniem Trikolóra.